# Clay Regazzoni
Gianclaudio Giuseppe „Clay” Regazzoni (n. 5 septembrie 1939, Lugano, Cantonul Ticino, Elveția – d. 15 decembrie 2006, Fontevivo, Emilia-Romagna, Italia) a fost un pilot de curse elvețian. A concurat în cursele de Formula 1 din 1970 până în 1980, câștigând cinci Mari Premii. Prima sa victorie a fost la Marele Premiu al Italiei de la Monza în sezonul său de debut, conducând pentru Ferrari. A rămas cu echipa italiană până în 1972. După un singur sezon la BRM, Regazzoni s-a întors la Ferrari pentru încă trei ani, din 1974 până în 1976, fiind coechipier în această perioadă cu Niki Lauda. După ce a părăsit în cele din urmă Ferrari la sfârșitul anului 1976, Regazzoni s-a alăturat echipelor Ensign și Shadow, înainte de a se muta la Williams în 1979, unde a obținute prima victorie a echipei britanice la Marele Premiu al Marii Britanii din 1979 de la Silverstone.
El a fost înlocuit de Carlos Reutemann la Williams în 1980 și s-a mutat înapoi la Ensign. În urma unui accident la Marele Premiu de Vest al Statelor Unite din 1980, a rămas paralizat de la brâu în jos, punându-și capăt carierei în Formula 1. Regazzoni nu s-a oprit însă din curse; a concurat în raliul Paris-Dakar și la Cursa 12 ore de la Sebring folosind o mașină controlată de mână la sfârșitul anilor 1980 și începutul anilor 1990. În 1996, Regazzoni a devenit comentator la Televiziunea italiană.
Regazzoni a murit într-un accident de mașină în Italia la 15 decembrie 2006.